# 第四インターナショナル (ポサダス主義)

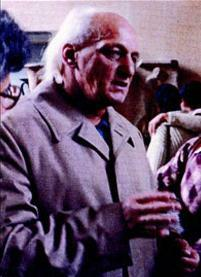
ポサダス主義の創始者であるフアン・ポサダス。

第四インターナショナル（ポサダス主義）あるいは、第四インターナショナル（ポサディズム）は、トロツキストの国際組織である。1962年にフアン・ポサダスにより設立された。ポサダスは、1950年代には、第四インターナショナルのラテンアメリカ支局及びアルゼンチン支部の指導者であった人物である。第四インターナショナル国際書記局(ISFI)からの分離から1981年のポサダスの死までの期間、ポサダス主義は幾つかの奇妙な思想を含む共産主義の変奏として発展し、多くの左翼主流派と衝突を起こした。
ポサダス主義は、UFO学の要素をマルクス主義へと導入することを試みた。共産主義だけが星間旅行の発展を促せると主張し、異星の地球外生命体が高度に発展した共産主義社会を築いており、地球上の共産主義者が世界革命を引き起こす際に手助けしてくれる運命にあると結論付けた。

## 歴史

### 起源
1953年に第四インターナショナルから分離した際、ポサダスと彼の支持者は、ミシェル・パブロが主導するISFIに味方した。1959年にポサダス主義者とISFIの多数派との口論が始まった。核戦争は資本主義を破壊し、社会主義への道を切り開いてくれるものであるとしたポサダスの核戦争観が問題となった。最終的にポサダス主義者はISFIから1962年に分離し、第四インターナショナル(ポサダス主義)を形成した。当初は幾つかの国々に支持者を有していた。例えば、キューバの鉄道労働者や、ボリビアのブリキ工、ブラジルの農場労働者などが支持者として存在していた。
キューバには著名なポサダス主義の組織が存在した。ポサダス主義ゲリラは、カストロやチェ・ゲバラと共に、1959年のキューバ革命を戦った。ポサダス主義者が1962年にISFIから分離した際、彼らはそのキューバ支部を乗っ取った。この結果、1960年代にはキューバでは他のトロツキスト組織が代表することが無かった。
上記のポサダス主義組織は、キューバ政府はグァンタナモ米軍基地を強制追放すべきであると主張し、米軍基地付近を行進するために、グァンタナモの町の労働者を組織化しようと試みたため、親ソ派のキューバ軍部に非難された。その非難は、1966年1月の三大陸人民連帯会議で、カストロがポサダス主義の影響力を「悪疫性である」と非難し、政府がポサダス主義組織を禁止したことで正当化された。ゲバラが失踪した際、キューバのポサダス主義者はカストロがゲバラを殺害したのだと主張した。実際には彼はボリビアのゲリラ運動に参加していた。反対に、ゲバラがボリビア当局に処刑された後に、ポサダスは1962年にチェ・ゲバラは実際には死んでおらず、カストロ政府によって刑務所に収監されているのだと述べた。1968年までに、ポサダス主義運動は、ヨーロッパで展開を始めたが、UFO学の要素のために大きな支持を得ることに失敗した。

### 衰退と再興
1960年代後半に、ポサダス主義者はUFOへの関心を増していき、異星に社会主義の兆候があると主張した。そして、すぐに組織の影響力とメンバー数が減少し始めた。それにはポサダスのパラノイアが悪化し、1975年までに多くのメンバーを追放していたことも影響していた。
1981年のポサダスの死去は、組織の事実上の解散を意味しており、孤立した数少ないグループだけが今日まで活動を続けている。イギリスでは1963年に革命労働者党(トロツキスト)が革命社会主義連盟のポサダス主義者によって設立された。数回の分裂とメンバー数の減少にもかかわらず、2000年までは赤旗新聞を出版し続けた。
近年(2018年時点)では、ポサダス主義への関心が増しつつある。特に彼らのUFO学の観点からである。幾つかの冗談的、あるいは非冗談的な「ネオポサ」(ネオ・ポサディズム、新ポサダス主義)組織がソーシャルメディア上に出現している。その組織が、ポサダスを「トロツキズムの歴史上でも有数の著名人」にしつつある。

## 理論

### ポサダス主義社会
ポサダス主義者の社会像は、一般的なマルクス主義の社会像と類似している。つまり、プロレタリア革命がブルジョア国家を粉砕し、社会主義国家へと置き替えるというものである。

### 核による先制攻撃
冷戦の絶頂期において、ポサダスは核戦争は避けられないと考えていた。彼は、核武装した社会主義国家は核の先制攻撃を開始し、資本主義国家の核発射能力を破壊すべきであると主張した。加えて、米ソ間の核戦争による破滅が、世界革命を引き起こすと信じていた。
ポサダスは、1963年に、米ソ英の三か国によって署名された部分的核実験禁止条約に明確に反対した。彼はそれでも米ソの核戦争は避けられないと主張した上に、核戦争は「労働者国家」が勝利し、社会をリセットすることによって、社会主義の諸条件を作り出してくれる望ましいものであるとした。

### 科学の進歩
ポサダスは科学の発展が、利益ではなく、共通善のために使われる場合において、人間の生活を向上させるやり方に非常に関心を持った。「宇宙での出産、人類の自信、そして社会主義」と題されたエッセイの中で、彼は科学に導かれたユートピア的未来の展望を支持した。
「人類は科学を拘束する拘束衣によって圧迫や抑圧を感じている。科学が抑圧されているためだ！資本主義者は、科学を人を殺すために使うことによって抑圧する。科学が解放されたときに―それはそう遠くない、たった数年内であろうが―我々は全ての問題、洪水、飢餓、惨めさを払拭できる。この全ては既に行われているかもしれないし、我々が行うまでそう長くはかからないだろう。そして、我々がそれを行うとき、全ての人は建築家、エンジニア、医者などになるであろう。」—ポサダス (1978)
ポサダスはまた旧ソ連や中華人民共和国の宇宙探索の支持者であった。彼は女性が宇宙で出産するというソ連のものとされる計画を称賛し、そのような努力は進歩した社会である証拠だと見なした。そして、その計画は生存、安全、安心といった根源的な需要を除去する道のさなかにあるものだとした。
「我々が既に宇宙での出産を創造する大胆さを持っているとしたら、それは我々が地球上の生命を超えた探求の一部であると感じるからである。」—ポサダス
これらの見解は、よりポピュラーなロシア宇宙主義やトランスヒューマニズムの潮流と肩を並べるものである。

### UFO学
ポサダスは型破りな傾向を持つ多くの著作を持つ作家であり、人生の終わりに向かう中で、トロツキズムとUFO学の合成を試みた。この観点から見た場合、彼の最も著名な論文は1968年のパンフレット「空飛ぶ円盤、物質とエネルギーのプロセス、科学、革命と労働者階級の闘争、そして人類の社会主義的未来」である。この論文の中で、今日のポサダス主義と関係する多くの思想が提示された。この中でポサダスは宇宙の他の場所に知的生命体がいるという証拠は無いが、当時の科学ではその存在の可能性が高いとしていたと主張する。その上で、空飛ぶ円盤に乗って地球に訪れる地球外生命体は星間旅行を習得できるような社会的にも科学的も高度な文明を有しているのであり、そのような文明はポスト資本主義の世界でのみ発生し得るとする。
ポサダスは訪れる宇宙人は本質的に非暴力的で、地球には観察をするためだけに来ると信じており、人類は宇宙人に地球の問題の解決、すなわち「貧困、飢餓、失業、戦争を抑制し、全ての人に尊厳ある生活の手段を与え、人類の友愛の基礎を築く」ために介入を呼びかけねばならないと主張した。このような目的を達成するための手段は依然として主流派のトロツキストの範囲内に留まっており、それには資本主義と労働者国家の官僚制の終焉と社会主義社会の設立が含まれていた。
1968以降ポサダス自身はこのテーマについて一切出版しなかったが、それでもUFO学はポサダス主義の重要な一部分となった。1981年の彼の死後、Dante Minazzoli、Paul Schulz、Werner Grundmanといったポサダス主義者がこのテーマについて探求を続けた。しかし、他のポサダス主義者は、ポサダスよりも型破りな概念からは距離を置き、地球外生命体に対するポサダスの関心は周辺の事柄であり、過大評価されていると主張した。

## 構成組織
第四インターナショナル（ポサダス主義）は次のような政党を構成員であると主張している。これらの組織が今も存在しているか、どれだけ党員を有しているかは不明である。しかし、世界中のポサダス主義運動の構成員が100人を超える可能性は低い。この組織は現在、アルゼンチン、ブラジル、ウルグアイの連絡先をリストアップしているが、機能している政党はウルグアイのものだけである。
- ウルグアイ – 革命労働者党（スペイン語版）（Partido Obrero Revolucionario）